# Pont-Rouge
Pont-Rouge es una ciudad de la provincia de Quebec, Canadá. Está ubicada en el condado regional de Portneuf y a su vez, en la región administrativa de la Capitale-Nationale. Hace parte de las circunscripciones electorales de Portneuf a nivel provincial y de Vaudreuil-Soulanges a nivel federal.

## Geografía
Pont-Rouge se encuentra ubicada en las coordenadas 46°45′00″N 71°42′00″O / 46.75000, -71.70000. Según Statistics Canada, tiene una superficie total de 121,23 km² y es una de las 1135 municipalidades en las que está dividido administrativamente el territorio de la provincia de Quebec.

## Demografía
Según el censo de 2011, había 8723 personas residiendo en esta ciudad con una densidad poblacional de 72 hab./km². Los datos del censo mostraron que de las 7518 personas censadas en 2006, en 2011 hubo un aumento poblacional de 1205 habitantes (16%). El número total de inmuebles particulares resultó de 3617 con una densidad de 29,84 inmuebles por km². El número total de viviendas particulares que se encontraban ocupadas por residentes habituales fue de 3471.